# Дарлінгтон

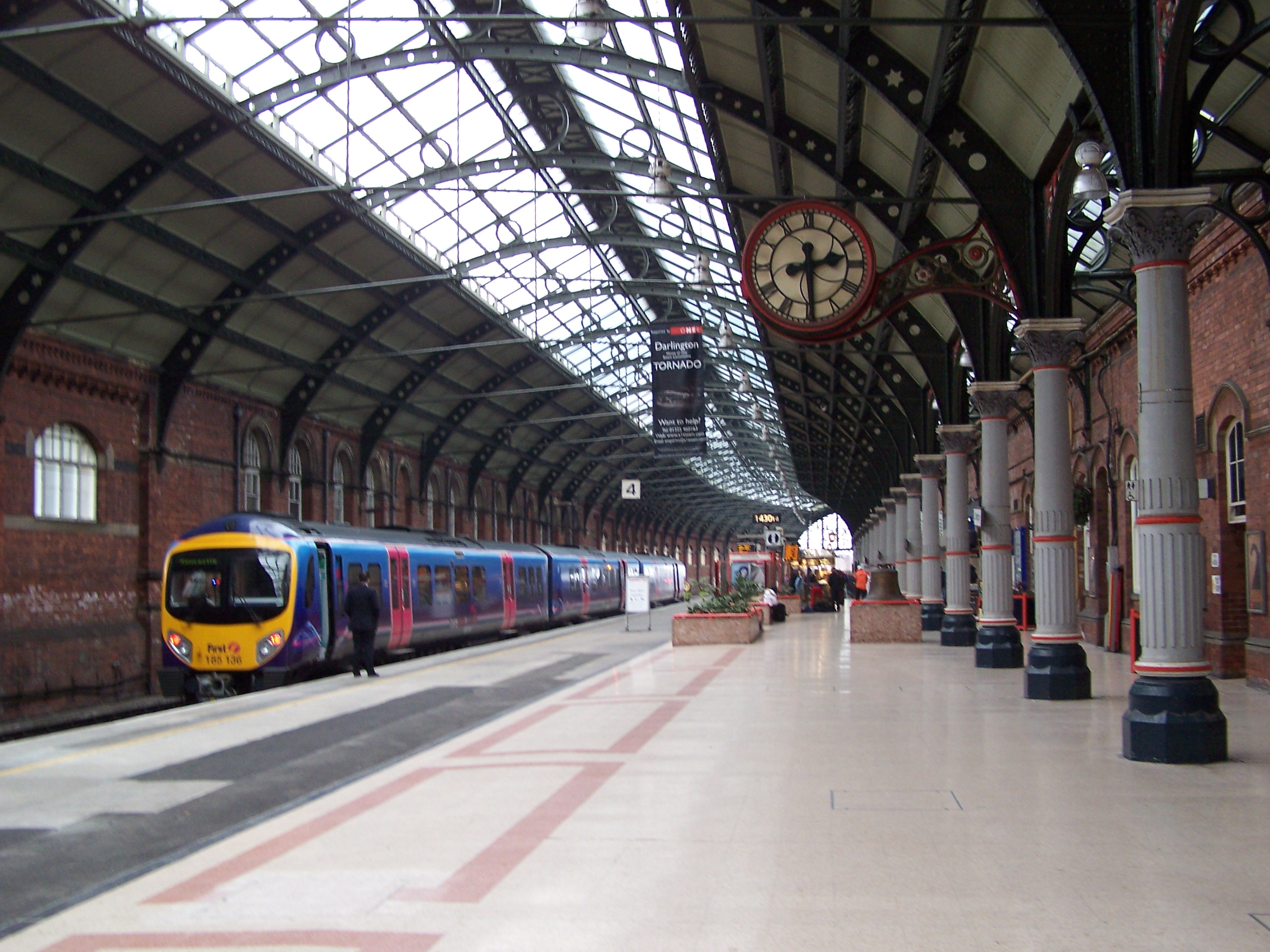
Залізнична станція Дарлінгтон

Да́рлінгтон (англ. Darlington) — місто-графство у Великій Британії, у графстві Дарем, на р. Ськерн. 84,3 тис. жителів (1970). У минулому — центр шерстяної і трикотажної промисловості, транспортного машинобудування, виробництва мостових конструкцій. У 1825 до Дарлінгтона від Стоктон-он-Тіс пройшла перша англійська залізниця.

## Персоналії
- Джеймс Моррісон (*1986) — шотландський футболіст, півзахисник.

## Міста-побратими
- Мюльгайм-на-Рурі, Німеччина
- Ам'єн, Франція